# Godiva (geslacht)
Godiva is een geslacht van weekdieren uit de klasse van de Gastropoda (slakken).

## Soorten
- Godiva brunnea Edmunds, 2015
- Godiva quadricolor (Barnard, 1927)
- Godiva rachelae Rudman, 1980
- Godiva rubrolineata Edmunds, 1964